# Stadtschleuse Brandenburg
Die Stadtschleuse Brandenburg (auch Sportbootschleuse Brandenburg) ist eine Schleuse im Brandenburger Stadtkanal in Brandenburg an der Havel. Bewältigten Vorgängerbauten der Stadtschleuse das Schleusen der Frachtschifffahrt durch die Stadt Brandenburg, so handelt es sich beim heutigen Bauwerk um eine reine Sportbootschleuse.

## Geschichte

### Kesselschleuse

Die Kesselschleuse im Jahr 1908

Schon im Mittelalter war die Havel ein wichtiger Transportweg für Massengüter. Die Schifffahrt besaß eine große Bedeutung, war einzig durch sie der Transport großer Ladungen möglich. Mitte des 13. Jahrhunderts wurde begonnen, im Gebiet der Stadt Brandenburg mehrere Mühlenstaue in den verzweigten Havelarmen anzulegen. Dies führte zu Konflikten mit der Schifffahrt, wurden so doch die Wege versperrt. In diesem Zusammenhang wurde zunächst 1321 ein alter Havelarm, der Flutgraben, heute Jakobsgraben außerhalb der Stadt zu einem neuen Schifffahrtsweg ausgebaut. Die Staustufe wurde mittels einer hölzernen Stauschleuse überwunden. Dieser Schifffahrtsweg wurde bis um das Jahr 1550 genutzt. Mitte des 16. Jahrhunderts wurde der ehemalige Wehrgraben um die Neustadt kanalartig ausgebaut und im Bereich des Steintorturms eine hölzerne Kesselschleuse, der erste Vorgängerbau der Stadtschleuse errichtet. Diese Schleuse hatte eine Kammerlänge von 69,00 Meter, eine Kammerbreite von 38,60 Meter und Torbreiten von 7,89 Meter am Obertor und 7,20 Meter am Untertor. Dieses hölzerne Schleusenbauwerk wurde bis zu seiner Außerbetriebsetzung im Jahre 1920 für fast vier Jahrhunderte genutzt und mehrfach erneuert. 
Mit der Industrialisierung und der Zunahme der Berufsschifffahrt erreichte die Schleuse 1870 die Grenze ihrer Leistungsfähigkeit. Alleine in diesem Jahr wurden 12.779 Kähne geschleust. Aufgrund der sich ergebenden erheblichen Wartezeiten und zunehmenden Schiffsgrößen (Plauer Maß) wurde zwischen 1881 und 1883 in der Krakauer Vorstadt eine neue Schleuse, die Schleuse Brandenburg errichtet. Diese wurde in den folgenden Jahrzehnten weiter ausgebaut.

### Kammerschleuse
Um weiterhin für kleinere Kähne einen zweiten Schifffahrtsweg zu bieten, wurde im Jahr 1926 die veraltete Kesselschleuse aus Holz abgerissen und an ihrer Stelle eine kleinere Schleusenkammer aus Beton und Stahl errichtet. Diese hatte die Abmessungen Kammerlänge 23,00 Meter, Kammerbreite 5,30 Meter und Torbreite 5,30 Meter. Nach siebzig Jahren wurde diese 1996 durch einen Neubau ersetzt. Die Kammerlänge beträgt seit diesem Neubau 21,07 Meter und die Kammerbreite 5,30 Meter. Das Obertor ist ein Hubtor, das Untertor ein Stemmtor.

## Karten
- Folke Stender (Redaktion): Sportschifffahrtskarten Binnen 1. Nautische Veröffentlichung Verlagsgesellschaft. ISBN 3-926376-10-4.